# 반지 원정대 (반지의 제왕)
반지 원정대(Ring expedition)는 J. R. R. 톨킨의 판타지 소설 반지의 제왕에 등장하는 원정대이다. 엘론드에 의해 결성되었으며, 반지 운반자인 프로도 배긴스를 중심으로 샘와이즈 갬지, 강노루 집안 메리아독, 툭 집안 페레그린, 아라고른, 간달프, 레골라스, 김리, 보로미르로 결성되었다. 원정대의 목적은 절대 반지를 모르도르의 산 속으로 들어가 이실두르가 파괴하는데 실패한 절대 반지를 파괴하려는 작전이었다. 그러나 반지 원정대에서 사루만의 우르크하이들이 공격을 해서 보로미르가 사망하고, 툭 집안 페레그린, 강노루 집안 메리아독의 호빗 2명이 잡혀가며 반지 원정대는 흩어졌다. 그리고 샘와이즈 갬지와 프로도 배긴스는 모르도르로 단둘이 향한다.